# Rob Hof
Robertus Hof (Amsterdam, 17 juli 1954) is een Nederlands documentairemaker.

## Railman
Rob Hof noemt zichzelf "The Railman", mogelijk naar analogie van zijn jongere broer Wim Hof, die bekend is als "The Iceman". Hij gelooft in een wereld vol met rails, die ieder waar dan ook met elkaar verbindt. Hof sliep als kind in een kamer tegenover een spoorlijn. Dag in, dag uit denderden de treinen voorbij. De weinige dagen, dat het geluid wegviel, door hevige sneeuwval of een storing, werd hij onrustig, zegt hij in zijn boek "de Railman".
Hof groeide op in Sittard in een katholiek gezin met negen kinderen. Als afstudeerproject van een studie culturele antropologie aan de Universiteit van Amsterdam maakte hij voor de NOS een film over de rol van toerisme op het Italiaanse eiland Sardinië. In 1981 draaide hij met 8 mm zijn tweede film, Welkom in Chili. Tegen het eind van de opnamen werd hij door de geheime dienst van Pinochet gearresteerd en na een week gevangenschap het land uitgezet. Dictaturen, voormalige oorlogsgebieden, derde-wereldproblematiek, misstanden in de psychiatrie en in asielcentra zijn onderwerpen waar Hof zijn documentaires over maakt. Hof wil embedded filmen, door deel te worden van het verhaal en omgeving. Hof bouwt daartoe snel een vertrouwensband op met zijn hoofdpersonen en weet hen de camera te doen vergeten. Op deze wijze heeft Hof op indringende wijze in dictaturen, onder vluchtelingen, in een oncologie-kliniek, in een psychiatrische kliniek, tijdens oorlogen gefilmd. Hof maakte zich onzichtbaar en kon op die wijze historische verhalen van nabij optekenen.
Hij werkte veelvuldig voor omroepen met maatschappelijke betrokkenheid, zoals de IKON, de NCRV, HUMAN, EO, KRO, NOS, BOS, OHM, NIO, NMO en Joodse Omroep. Daarnaast werkt Hof onder meer voor allerlei Duitse omroepen, zoals het ZDF, de Bayerischer Rundfunk, de WDR en MDR; de Oostenrijkse ORF, ARTE in Frankrijk, Lichtpunt (van Het Vrije Woord) in België en LINK-TV in de VS.

## Sporen uit het Oosten
Als Nederlands-Duits-Oostenrijkse coproductie maakte Hof de 13-delige serie Sporen uit het Oosten. In een treinreis van Oost (Hanoi) naar West (Istanboel) praat Hof met mensen over hoe zij omgaan met religie en globalisering. Hof ontving voor de serie in 2007 de Zilveren Nipkowschijf. De serie werd wereldwijd verkocht aan onder meer LINK-TV in de VS, ABC in Australië en SVT in Zweden.

## MTO TV
Hof pleit samen met Franz Grabner (ORF) en Hans Robert Eisenhauer (ARTE-ZDF) voor een radicale hervorming van de huidige publieke omroep, die te langzaam reageert op ontwikkelingen in de samenlevingen en niet het enorme potentieel van amateur programmamakers, die via social media filmpjes vertonen, gebruikt. Hof pleit voor een nieuwe virtuele publieke omroep, die hoofdzakelijk on line te zien zal zijn, net als Netflix, en wereldwijd.

## In 80 Trains Around The World
Hof voltooide in 2014 de 39-delige serie In 80 Trains Around The World. Het project is een vervolg op Sporen uit het Oosten. Wereldwijd ontmoet Hof reizigers in de trein en vraagt hen allen over hun toekomstdromen. Hof is bezig met de voorbereiding van specials in Nicaragua en Oekraïne en een project onder de titel Van Casablanca naar Istanboel.

## Veroordeling subsidiefraude
In april 2015 werd Hof in Nederland veroordeeld tot een geldboete van 150.000 euro voor subsidiefraude met Europees geld. Zijn productiemaatschappij Hof Filmproducties kreeg een geldboete van 50.000 euro. Volgens de uitspraak werd het Hof verweten valselijk opgemaakte subsidieaanvragen te hebben ingediend bij de Europese Commissie. Hof ontkende iets verkeerds te hebben gedaan.

## Prijzen
- Gouden Eekhoorn voor Chili heet U welkom (IKON), Amsterdam 1982
- Erwin-Kisch-prijs voor Don't Eat Today or Tomorrow (VARA-Channel Four, Leipzig, 1985
- Prix d'Europe en World Media Award voor In Between (HUMAN), Porto 1993
- UNDA-WACC Publieks- en juryprijs voor Het dorp geen geluk (IKON-ZDF), Buxton(GB),1995
- Broeksprijs voor Zonder verleden geen toekomst (HUMAN), 1995
- Dick Scherpenzeelprijs, ECHO-AWARD (Wenen) voor Vrede in Vukovar (HUMAN), 1998
- UNDA-WACC Publieks- en juryprijs voor Geluk in het paradijs (IKON-ZDF), Toulouse, 1998
- Robert Geisendorferpreis (Mainz) voor Glück im Paradies (ZDF-IKON), 1998
- Prix d'Italia voor De Terugkeer (ZDF-EO), 2001
- Lebensuhrprijs voor Regie over eigen leven en sterven (ZDF-NCRV), 2003
- Zilveren Nipkowschijf voor Sporen uit het Oosten (NCRV-Bayerische Rundfunk-ARTE-ORF), 2007
- Grand Ibn Battuta Award, voor hele film Oeuvre. Tanger, FDEO festival, 2017.

## Documentaires
- Poco Poco, NOS, 1981
- Welkom in Chili, IKON, 1982
- Argentinië tussen schulden en schuldigen (Don't Eat Today or Tomorrow), 1985
- Islam is de oplossing (IKON) 1987
- Hollander voor de eeuwigheid, NOS, 1989
- Zoektocht naar een nieuwere identiteit, NOS, 1990
- How To play a President, NOS, 1990
- In Between, HUMAN, 1992
- Het dorp dat geen geluk heet, IKON-ZDF 1993
- Afscheid van Ihlara, 1993
- Zonder verleden geen toekomst, HUMAN, 1994
- Begin van een nieuw tijdperk (IKON/MDR/SVT), 1991, 1995, 2000
- Als pleinen konden vertellen, RVU-WDR, 1996
- Weerzien met Chili, RVU/DR/SVT, 1997
- Het land dat geluk belooft, ZDF-IKON, 1997
- Vredesmissie Vukovar, HUMAN/Canvas, 1998
- Amerika is als Albanië, IKON/Bayerischer Rundfunk/Canvas/ORF, 2000
- De stille diplomaat, HUMAN, 2000
- De terugkeer, ZDF/EO, 2001
- Annie, ZDF, 2001
- De grens in mijn hart, KRO/Bayerische Rundfunk/ORF/Canvas, 2002
- Regie over eigen leven en sterven, NCRV/ZDF, 2003
- Blanke angst, NCRV-Bayerische Rundfunk, 2004
- Verzoening in het land der kapmessen, EO/Bayerische Rundfunk/ORF/Canvas, 2004
- Stalins vergeten Zion, Joodse Omroep/Bayerische Rundfunk/ORF/Canvas, 2004
- Uitbehandeld maar niet opgegeven, NCRV-Bayerische Rundfunk, 2005
- Geluk is daar waar ik niet ben, EO-ZDF, 2006
- De plek waar de rivier je kent, OHM, 2006
- Sporen uit het Oosten, NCRV-Bayerische Rundfunk-Arte-ORF, 2007
- Is dit de wil van Allah? NMO-Bayerische Rundfunk, 2007
- Kwetsbaar begin, NCRV-ORF-Bayerische Rundfunk, 2007
- India beyond India, OHM, 2007
- Ben ik hier of ben ik daar, NIO, 2008
- Verhalen van de dood, OHM-NIO-Bayerische Rundfunk, 2008
- Geniet nooit met mate, OHM, 2008
- Kleurrijk Suriname, OHM-NIO, 2008
- Vrede in Chicago, NIO, 2009
- Future express, NCRV-ABC-Link TV, 2009-2010
- New York Taxi Dreams, NIO, 2010
- Als de Ganges Kon Vertellen, OHM, 2010
- Kracht van de Ontmoeting, OHM, 2010
- Als de Mekong Kon Vertellen, BOS, 2011
- Rails of Dreams, Voyage, 2012
- In eighty Trains Around the World, 2014

## Privé
Met zijn eerste vrouw kreeg Hof een zoon met wie hij een aantal films heeft geregisseerd. Hof woont sinds 2010 in Nicaragua en is daar hertrouwd. Met zijn tweede vrouw heeft hij een dochter. Rob Hof is een broer van The Iceman, Wim Hof.